# Tahiti
För den sydkoreanska musikgruppen, se Tahiti (musikgrupp).

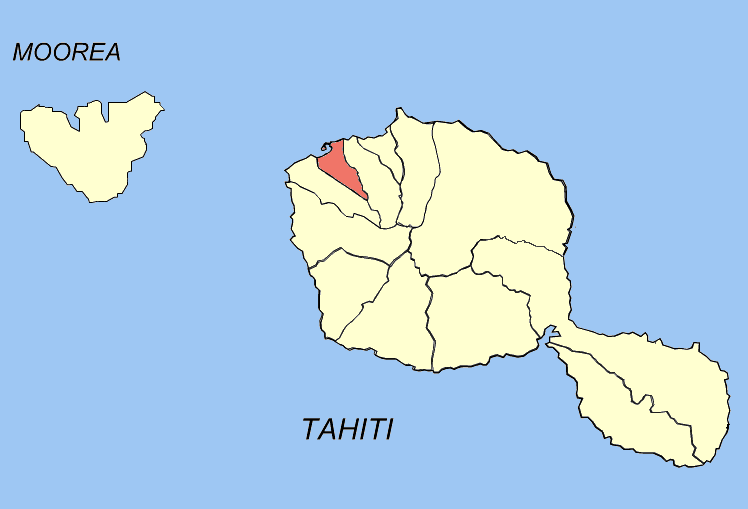
Karta över Tahiti. Det orange området markerar Papeete.

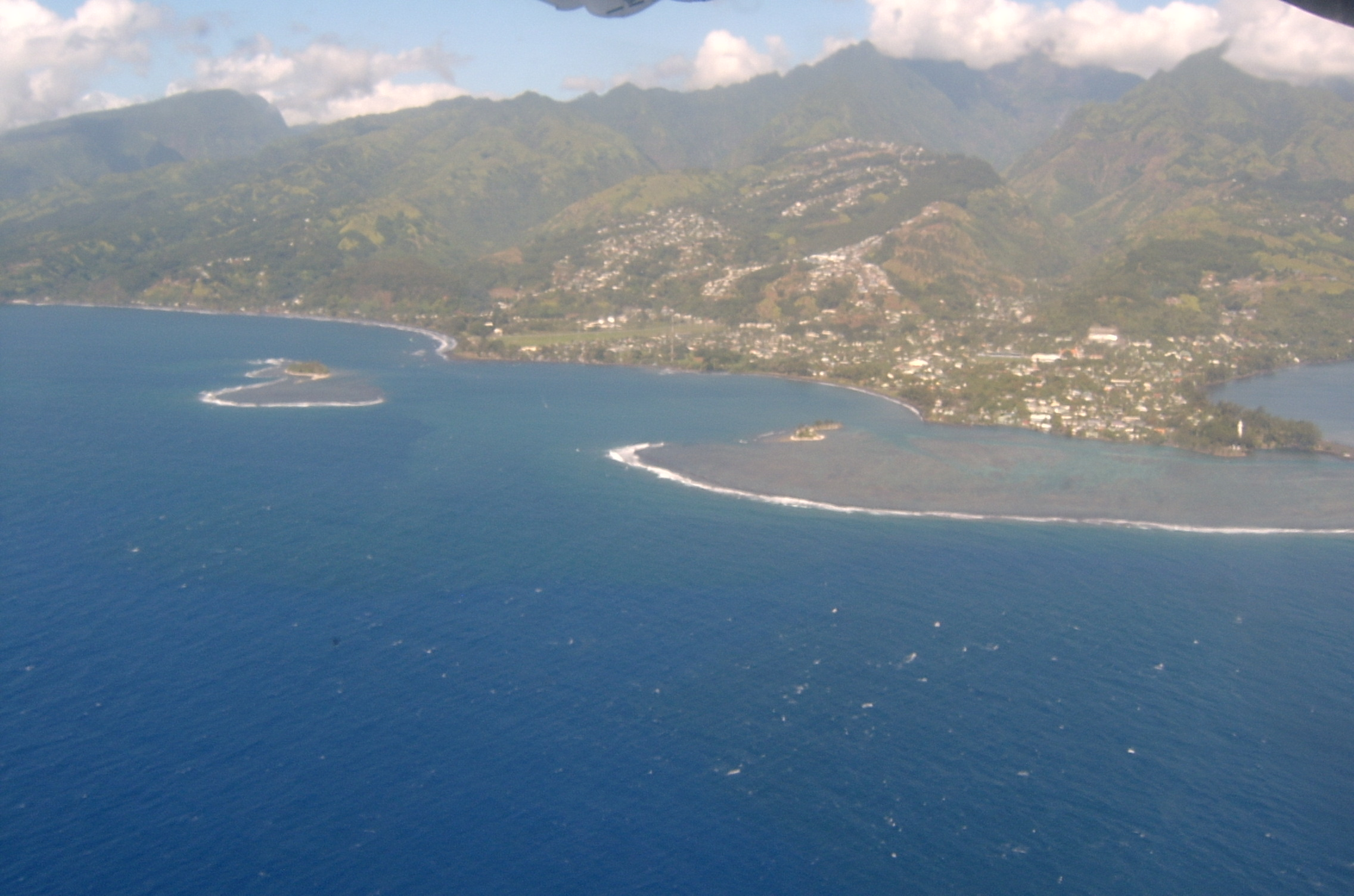
Vy över områdena Arue och Mahina, öster om Papeete på Tahiti.

Tahiti (franska: île Tahiti, tidigare Otaheiti) är den största av Sällskapsöarna i Franska Polynesien i Stilla havet. Den består av två delar som förenas av det smala Taravaonäset och kröns av varsin vulkan, Orohena (2 241 m) i väster och Rooniu (1 332 m) i öster. Huvudstaden Papeete ligger på den nordvästra delen av ön. Tahiti har längre framstått som sinnebilden för det ljuvliga Söderhavet med behagligt klimat (cirka 25 °C året om), frodig växtlighet (tack vare riklig nederbörd) och laguner omgivna av korallrev. Ön är hårt exploaterad av turismen.

## Historia
Tubai befolkades av polynesier på 500-talet e.Kr. Kultplatser i form av inhägnade stenaltaren, särskilda marae, vittnar om de gamla hövdingadömena. Engelsmannen Samuel Wallis upptäckte ön den 24 juli 1767 och även fransmannen Louis Antoine de Bougainville trodde sig ha upptäckt ön året efter. Ett par år senare kom även James Cook. Med stöd av engelska missionärer upprättades ett kristet kungadöme med dynastin Pomare. Fransmännen återtog senare initiativet: 1842 blev Tahiti protektorat och 1880 fransk koloni och 1903 införlivades ön tillsammans med övriga öar inom Franska Polynesien i det nyskapade Établissements Français de l'Océanie (Franska Oceanien).
Efter folkomröstning gick Tahiti med i Franska Polynesien 1958. När provsprängningarna av kärnvapen inleddes 1966 på den närliggande Mururoa-atollen kom tiotusentals franska tekniker och militärer till Tahiti, vars ekonomi blev helt beroende av franskt bistånd och fransmännens konsumtion. En proteströrelse tog sig uttryck i upplopp 1995 och krav restes på politisk självständighet för Franska Polynesien.

## Geografi
Tahiti är huvudön i ögruppen Sällskapsöarna och samtidigt den folkrikaste i Franska Polynesien med cirka 70 procent av områdets hela befolkning. Ön har en area om cirka 1 048 km² och cirka 170 000 invånare, huvudorten heter Papeete med cirka 26 000 invånare. Högsta höjden är den utslocknade vulkanen Mont Orohena med cirka 2 240 meter över havet och ön delas av ett smalt näs i Tahiti-Nui (stora Tahiti) där de flesta bor och Tahiti-Iti (Lilla Tahiti) som i stort är obebodd.
Odling sker i form av kopra, vanilj, frukt och grönsaker.